# Fidan Aliti
Fidan Aliti (født 3. oktober 1993 i Schweiz) er en schweizisk fodboldspiller med albanske rødder, som spiller for Skënderbeu.

## Personlige liv
Aliti blev født i Schweiz og er også opvokset der. Hans forældre stammer oprindeligt fra Albanien. Af den grund kunne Aliti selv vælge, om han ville spiller for Schweiz' landshold, eller Albaniens landshold. Han valgte Albanien.

## Klubkarriere

### BSC Old Boys
Aliti skiftede til BSC Old Boys som ynglingespiller, hvor han kom til fra FC Basel. Han blev rykket op på førsteholdstruppen i 2011. Han spillede 56 kampe for Old Boys, hvoraf 55 af dem var ligakampe. Han blev derudover noteret for to scoringer.

### FC Luzern
Aliti skiftede til FC Luzern fra BSC Old Boys i 2013. Han spillede en halv sæson for klubbens anden hold, hvor efter han blev rykket op på førsteholdet i januar 2014.

## International karriere
Aliti fik sin debut for landshold i 2014 for Albaniens landshold.